# Бренер, Роман Борисович
Роман Борисович Бренер (1 января 1932, Запорожье — 1991) — советский прыгун в воду. Двукратный чемпион Европы. Мастер спорта СССР.

## Биография
Родился 1 января 1932 года в Запорожье.
Во время войны работал в театре осветителем.
В детстве интересовался прыжками в воду, сам записался в секцию к тренеру Валерии Михайловне Матулевич. Выступал за команду «Трудовые резервы» (Москва), с 1950 года — за ЦДКА. В 1954 году первым из советских прыгунов завоевал звание чемпиона Европы.
Роман Бренер принимал участие в двух Олимпиадах, но призовых мест не занял: на Играх 1952 года он был 5-м в прыжках с трамплина и 8-м в прыжках с вышки, а на Играх 1956 года стал 6-м в прыжках с трамплина и 5-м в прыжках с вышки.
Трагически погиб в 1991 году.

## Спортивные достижения
- двукратный чемпион Европы (1954 — в прыжках с трамплина и с вышки)
- десятикратный чемпион СССР (1950—1954 и 1958—1960 — в прыжках с трамплина; 1951, 1962 — в прыжках с вышки)

## Награды
- Медаль «За трудовую доблесть» (27.04.1957) — «за успехи, достигнутые в деле развития массового физкультурного движения в стране, повышения мастерства советских спортсменов, и успешное выступление на международных соревнованиях»